# Waar wij steden doen verrijzen
Waar wij steden doen verrijzen... („Wo wir Städte errichten...“) ist die Hymne der niederländischen Provinz Flevoland. Der Text wurde von Mak Zeiler – Pseudonym von Daan Kempe (1928–2001) – geschrieben, die Melodie komponierte Riemer van der Meulen 1985. Im Mittelpunkt des Textes steht die Landgewinnung durch Trockenlegung von Teilen der vormaligen Zuiderzee, in deren Rahmen die Polder entstanden, auf denen Flevoland am 1. Januar 1986 als zwölfte und jüngste Provinz der Niederlande gegründet wurde.

## Originaltext
Waar wij steden doen verrijzen
op de bodem van de zee,
onder Hollands wolkenhemel
tellen wij als twaalfde mee.
Een provincie die er wezen mag,
jongste stukje Nederland.
|:Waar het fijn is om te wonen,
mijn geliefde Flevoland!:|
Land gemaakt door mensenhanden,
vol vertrouwen en met kracht.
Waar de zee werd teruggedrongen
die zoveel verschrikking bracht.
Een provincie die er wezen mag,
jongste stukje Nederland.
|:Waar het fijn is om te werken,
mijn geliefde Flevoland!:|
De natuur laat zich hier gelden
dieren kiezen nest of hol.
En de wijde vergezichten
stemmen ons zo vreugdevol.
Een provincie die er wezen mag,
jongste stukje Nederland.
|:Waar het fijn is om te leven,
mijn geliefde Flevoland!:|

## Deutsche Übersetzung
Wo wir Städte errichten
auf dem Boden des Meeres,
unter Hollands Wolkenhimmel
zählen wir als Zwölfte (Provinz) mit.
Eine Provinz, die sich sehen lassen kann,
jüngstes Stück der Niederlande.
|:Wo es schön ist zu wohnen,
mein geliebtes Flevoland!:|
Land gemacht durch Menschenhände,
voll Vertrauen und mit Kraft.
Wo das Meer zurückgedrängt wurde
das einst so viel Schrecken brachte.
Eine Provinz, die sich sehen lassen kann,
jüngstes Stück der Niederlande.
|:Wo es schön ist zu arbeiten,
mein geliebtes Flevoland!:|
Die Natur zeigt ihren Einfluss hier
Tiere finden Nest und Höhle.
Und der weite Ausblick
stimmt uns so freudvoll.
Eine Provinz, die sich sehen lassen kann,
jüngstes Stück der Niederlande.
|:Wo es schön ist zu leben,
mein geliebtes Flevoland!:|

## Weblink
- Website der Provinz (mit Download der Hymne als mp3)